# Peter Schifko
Peter Schifko (* 9. Dezember 1938 in Marburg an der Drau; † 13. November 2012) war ein österreichischer Romanist, Französist, Hispanist und Sprachwissenschaftler.

## Leben und Werk
Schifko promovierte 1966 an der Universität Wien mit der Arbeit  Subjonctif und Subjuntivo. Zum Gebrauch des Konjunktivs im Französischen und Spanischen (Wien/Stuttgart 1967) und habilitierte sich ebenda mit der Schrift Aspekte einer strukturalen Lexikologie. Zur Bezeichnung räumlicher Beziehungen im modernen Französisch (Bern 1977). Von 1981 bis 2000 war er Ordinarius für Romanische Sprachen an der Wirtschaftsuniversität Wien.

Im (vorzeitig angetretenen) Ruhestand übersetzte er zahlreiche theologische Werke aus dem Spanischen ins Deutsche.

## Weitere Werke
- Bedeutungstheorie. Einführung in die linguistische Semantik, Stuttgart-Bad Cannstatt 1975
- Langage économique. Éléments d'économie générale. Französische Wirtschaftssprache, Wien  1989
- Lenguaje económico. Elementos de economía general. Wirtschaftsspanisch, Wien 1994